# Lophura bulweri
Il fagiano di Bulwer (Lophura bulweri (Sharpe, 1874)) è un uccello della famiglia dei Fasianidi endemico del Borneo. Deve il nome a Sir Henry Ernest Gascoyne Bulwer, amministratore coloniale del Borneo (1871-1875), che ne inviò il primo esemplare impagliato al British Museum. Lo zoologo Richard Bowdler Sharpe, che lo descrisse, lo pose in un genere a parte, Lobiophasis, a causa dell'eccezionale sviluppo di caruncole e bargigli, assenti nei congeneri.

## Descrizione

### Dimensioni
Il maschio misura 75-80 cm di lunghezza, dei quali 40-45 spettanti alla coda, per un peso di 1500-2000 g. La femmina è leggermente più piccola: 50-55 cm di lunghezza, dei quali 15-20 spettanti alla coda, per un peso di 800-1000 g.

### Aspetto
Il maschio di questa specie può essere considerato uno tra i fagiani più spettacolari. Le sue guance sono di colore azzurro-cielo, e portano su ogni lato due caruncole gonfie insolitamente elastiche. La lunga coda bianca nella livrea di riposo è formata da 24 penne, in quella nuziale invece da 32 (il numero di queste timoniere è il più alto fra gli uccelli selvatici; presumibilmente nel maschio le copritrici della coda si trasformano in timoniere). Queste ultime sono larghe, incurvate a falce, e posteriormente appuntite; sette coppie di penne esterne hanno la rachide allungata e sulla punta non presentano il vessillo, apparendo consumate. Due piccole protuberanze cornee dello stesso colore dei bargigli sovrastano il cappuccio. La gola e il petto rivelano una colorazione cremisi. L'insieme del piumaggio è di colore variabile dal blu scuro al nero. Le zampe sono di colore rosso-arancio. Come avviene generalmente tra le specie del genere Lophura, la femmina indossa una livrea marrone opaco con sottili vermicolature nere. La testa è priva di cresta, la pelle facciale e orbitale è blu.

## Biologia

### Comportamento
Si ritiene che la specie conduca un'esistenza nomade. A quanto pare le piace socializzare con i cinghiali barbati e i traguli minori e compare di tanto in tanto in zone di pianura dove vi è un gran numero di frutti caduti. A volte, tuttavia, può anche non esservi visto per anni. Durante la stagione riproduttiva, il fagiano di Bulwer fa ritorno sulle colline e sulle montagne. I maschi adulti sono assai più paurosi delle femmine e dei giovani, in quanto la colorazione bianca della coda è particolarmente appariscente nell'oscurità della foresta.

### Alimentazione
Il fagiano di Bulwer si nutre di frutti di ogni tipo. Il fatto che la specie dipenda dai cicli di fruttificazione e che si sposti accompagnando i maiali selvatici all'interno delle aree di foraggiamento, disseminate di frutti caduti, suggerisce l'esistenza di una curiosa forma di specializzazione alimentare. Questo adattamento può essere definito come nomade ed opportunistico in risposta alle particolari condizioni in cui si sviluppa. Ad ogni modo, il fagiano di Bulwer è tanto insettivoro quanto frugivoro: in particolare rivolge la sua attenzione alle formiche, ma anche a termiti, piccoli grilli e altri ortotteri, insetti acquatici, lombrichi e gamberi. Durante la stagione secca, questi uccelli si dissetano due volte al giorno. Per fare questo si accompagnano spesso a gruppi di cervidi e, durante l'abbeverata, un membro o due di entrambe le specie monta sempre la guardia. Un'associazione così sorprendente tra due specie vulnerabili ai predatori può rivelarsi reciprocamente vantaggiosa contro possibili aggressioni. Quando si abbeverano, i fagiani raschiano il terreno delle sponde alla ricerca di lombrichi. In alcuni casi si spingono anche sui banchi di sabbia per ghermire prede acquatiche.

### Riproduzione
Il dimorfismo sessuale e i colori sgargianti del maschio rispetto a quelli piuttosto smorti della femmina indicano generalmente un comportamento sessuale poligamo. Nonostante queste caratteristiche siano ben presenti nel fagiano di Bulwer, Johnsgard, in un'opera del 1999, affermò, a seguito dell'attenta osservazione di una coppia e dei suoi pulcini, che la monogamia sembri essere la regola prevalente presso questa specie. Per quanto concerne la tempistica e la durata della stagione riproduttiva, gli ornitologi sono da tempo convinti che esso nidifichi quando le risorse alimentari sono più abbondanti al fine di garantire sostenibilità e successo alla nidiata. Il ritardo o la precocità dello sviluppo della vegetazione e la maturazione dei frutti possono influenzare notevolmente la scelta della data, rendendo pertanto difficile stabilire un calendario fisso da un anno all'altro. Alcune osservazioni, tuttavia, hanno permesso di fare luce su questo problema. Combattimenti tra i maschi per accaparrarsi una femmina sono stati osservati in luglio. Un uccello in piena muta è stato osservato nel mese di ottobre, mentre un altro aveva appena indossato il suo piumaggio nuovo in dicembre. Si presume quindi che il mese di dicembre segni l'inizio del periodo di riproduzione.
Finora la splendida parata nuziale del fagiano di Bulwer è stata osservata solo in esemplari in cattività. Il maschio in amore si fa così magro e alto da sembrare quasi un disco: le timoniere vengono spiegate a guisa di cerchio e assomigliano a un bianco ventaglio, spinto all'indietro dallo scuro tronco dell'uccello. Nel momento culminante della parata amorosa le timoniere superiori toccano la parte mediana del dorso, mentre le rachidi prive di vessillo delle sette paia esterne vengono premute contro il terreno. Quando gli uccelli avanzano sul fogliame secco che ricopre il suolo della foresta, esse producono un intenso fruscio. Le caruncole allungate delle guance si estendono vistosamente verso l'alto e verso il basso, dando nel complesso l'impressione di una falce azzurro-cielo, nel cui centro sfavillano gli occhi di colore rosso-rubino. Il fagiano di Bulwer in amore incede lentamente col capo abbassato, e se le femmine sono nelle immediate vicinanze esso rimane a tratti improvvisamente immobile.
Il nido viene talvolta costruito sul terreno tra le radici di un grande albero situato su un'altura ricoperta da foresta in prossimità di un corso d'acqua. La covata è formata da una o due uova, più spesso due, come testimonia la frequente osservazione di coppie di adulti in compagnia di due immaturi dell'anno corrente. In cattività, la covata può comprendere fino a 4 uova. La maturità sessuale sembra venire raggiunta all'età di tre anni.

## Distribuzione e habitat
Abita le foreste primarie pluviali che crescono su pendii poco scoscesi in aree di bassa collina, generalmente ad altitudini comprese tra 300 e 1500 metri. Non possiamo parlare propriamente di una specie montana: frequenta piuttosto le foreste che crescono sui crinali e le alture vicine alle sorgenti. Durante la stagione secca, lo troviamo invariabilmente lungo i corsi d'acqua più importanti e nei letti dei torrenti. Durante la stagione umida, frequenta meno assiduamente le sponde dei fiumi, trovando senza dubbio l'umidità necessaria nelle piccole pozze d'acqua che costellano la foresta. La giungla vergine rimane il suo habitat prediletto ed evita i campi coltivati e i paesaggi aperti.

## Conservazione
La specie è protetta sia nel Kalimantan (Indonesia), che nel Sarawak (Malaysia), dove risulta relativamente comune. Tuttavia, pur essendo state registrate alcune nuove popolazioni all'interno di territori protetti, la continua distruzione di intere aree forestali per il pregiato legname, immediatamente convertite all'agricoltura, lasciano sempre meno spazio vitale a questi animali e la caccia indiscriminata per la carne e le stupende penne, associata alle catture illegali di soggetti vivi, stanno portando i fagiani di Bulwer vicino alla minaccia di estinzione.